# Chiesa di Sant'Andrea Apostolo (Giacciano con Baruchella)
La chiesa di Sant'Andrea Apostolo è la parrocchiale patronale di Zelo, frazione del comune italiano di Giacciano con Baruchella in provincia di Rovigo. Appartiene al vicariato di Badia-Trecenta della diocesi di Adria-Rovigo e la storia del suo principale luogo di culto inizia nell'XI secolo 

## Storia

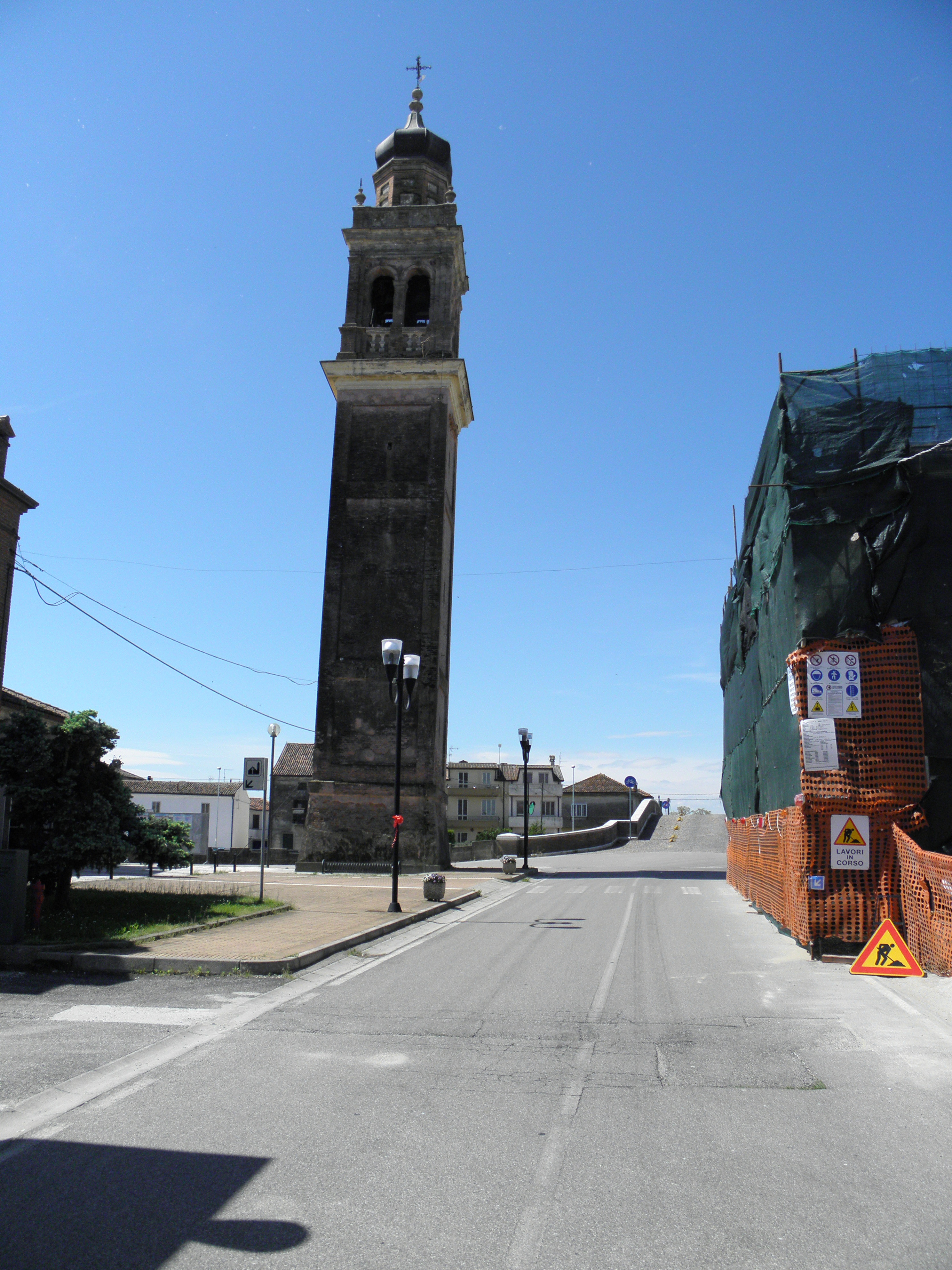
Torre campanaria della chiesa che si alza in posizione isolata, davanti all'ingresso

Il territorio di Zelo è attraversato dal Canalbianco e da documenti di archivio viene citato già dal X secolo. Attorno al 1087 viene citato il primo luogo di culto locale, l'oratorio allora con dedicazione a San Martino e poi dipendente dalla pieve di Trecenta. Con le frequenti alluvioni e le sussessive bonifiche, in particolare la bonifica Bentivoglio dell'inizio del XVII secolo, l'iniziativa più importante nell'area Transpadana dopo le opere di Alfonso II d'Este, il territorio venne modificato. I Bentivoglio per l'impresa si avvalsero degli studi di Giovan Battista Aleotti e al termine dei lavori il territorio risultò ancora dipendente da Ferrara e dallo Stato Pontificio al quale la città estense era tornata dopo la devoluzione. Il vescovo di Ferrara Giovanni Fontana si era intanto recato in visita pastorale all'oratorio di Zelo con dedicazione mutata per Sant'Andrea nel 1591 e nel 1596. Durante la sua seconda visita il vescovo salì su una barca per visitare il piccolo luogo di culto allora inondato e si accordò con i fedeli locali, dandone disposizioni, perché fosse eretta una nuova chiesa in posizione più sicura. A lavori ultimati benedisse l'edificio il 13 settembre 1599 e lo elevò a dignità di chiesa parrocchiale già nel 1602. Verso la fine del secolo iniziarono lavori per il suo ampliamento, ultimati nel 1739. In questo periodo fu innalzata la torre campanaria e la sala venne completata con l'altare maggiore e i quattro altari laterali marmorei, con dedicazione rispettivamente alla Madonna del Rosario, a Sant'Andrea, a San Giuseppe e a Sant'Antonio di Padova. Con disposizione pontificia papa Pio VII ne mutò la giurisdizione ecclesiastica inserendo la parrocchia nella diocesi di Adria poi, all'inizio del XX secolo, la sala venne arricchita di altri due altari. La solenne consacrazione fu celebrata il 28 ottobre 1932 alla presenza del vescovo Anselmo Rizzi. Il 2 marzo 1945 un bombardamento alleato, seguito da altri bombardamenti il mese successivo, distrusse l'antico ponte austriaco sul Canalbianco e molti edifici nella piccola frazione, compresa la chiesa. Si salvò solo la torre campanaria dell'inizio del XVIII secolo. Nel 1959 si decise la ricostruzione della chiesa, il progetto fu affidato all'architetto Orlando Veronese ed il cantiere venne aperto nel 1963. I lavori vennero ultimati quattro anni dopo e la benedizione della chiesa fu celebrata dal futuro vescovo di Rovigo Marcello Rosina. Nel 2018 la torre campanaria mostrò segni di instabilità e fu necessario metterla in sicurezza grazie a fondi messi a disposizione dalla Regione Veneto, dalla Cei e dal comune di Giacciano con Baruchella. Gli interventi vennero ultimati un anno dopo.

## Descrizione

### Esterni
La chiesa si trova nell'abitato di Zelo, frazione di Giacciano con Baruchella in provincia di Rovigo. L'edificio, costruito accanto al ponte sul Canalbianco, mostra orientamento verso sud ed è una costruzione moderna in mattoni a vista con facciata a capanna con un portico anteriore. La torre campanaria è la struttura storicamente più rilevante, e si alza in posizione anteriore rispetto al luogo di culto. La sua cella si apre con quattro coppie di finestre a monofora.

### Interni
La sala è di grandi dimensioni, con tre navate come da modello basilicale. Sulle navate laterali si aprono le piccole cappelle votive. Il presbiterio è leggermente rialzato. 
L'adeguamento liturgico è stato realizzato tra il 1960 e il 1970.